# هانس بيتر لوت
هانس بيتر لوت هو منافس ألعاب قوى ألماني، ولد في 9 مارس 1969.

## وصلات خارجية
- هانس بيتر لوت على موقع الاتحاد الدولي لألعاب القوى (الإنجليزية)
- هانس بيتر لوت على موقع أوليمبيديا (الإنجليزية)